# Strangalia hondurae
Strangalia hondurae es una especie de escarabajo longicornio del género Strangalia, categorizada en la tribu Lepturini, de la subfamilia Lepturinae. Fue descrita por Chemsak & Linsley en 1979.

## Descripción
Mide 16 mm de longitud.

## Distribución
Se distribuye por Honduras.